# Brezovica pri Borovnici
Brezovica pri Borovnici é uma vila localizada no município de Borovnica na Eslovênia. Possuía uma população estimada de 222 habitantes em 2020.